# Списък на политическите партии в Албания
Парламентарно представени партии в Албания са:
- Демократическа партия на Албания
- Социалистическа партия на Албания
- Републиканска партия на Албания
- Социалдемократическа партия на Албания
- Нова демократическа партия
- Еколожка земеделска партия
- Демократически алианс
- Партия за единство в защита на правата на човека
- Християндемократическа партия на Албания
- Партия на социалдемократите на Албания
- Либерално-демократически съюз